# غيزيم غيريشمن
غيزيم غيريشمن (بالتركية: Gizem Girişmen)‏ هي رامية قوس وسهم بارالمبية تركية ولدت في يوم 25 تشرين الثاني 1981 في مدينة أنقرة عاصمة تركيا، إختصت بالARW2 وابرز إنجازاتها هو فوزها بالميدالية الذهبية في دورة الألعاب البارالمبية الصيفية 2008 في بكين.

## روابط خارجية
- غيزيم غيريشمن على موقع الاتحاد الدولي للرماية بالسهام (الإنجليزية)
- غيزيم غيريشمن على موقع Paralympic.org (الإنجليزية)
- غيزيم غيريشمن على موقع اللجنة البارالمبية التركية (التركية)